# Wojna serbsko-bułgarska
Wojna serbsko-bułgarska – konflikt zbrojny między Serbią a Bułgarią w 1885 roku, spowodowany agresją Serbii na Bułgarię, trwający 14 dni i zakończony klęską Serbii. Po zjednoczeniu Rumelii Wschodniej z Księstwem Bułgarii (6 września 1885 r.) Serbia zaatakowała Bułgarię, obawiając się jej rosnącej siły.
Król Serbii Milan I Obrenowić, wspierany finansowo przez Austro-Węgry i zachęcany do inwazji na południe zaatakował Bułgarię 14 listopada 1885 roku. Początkowo armia serbska odnosiła sukcesy i podeszła pod Sofię. Wojska bułgarskie przebywały wtedy w Rumelii. Mimo dużej przewagi, wojska serbskie zostały rozbite w bitwie pod wsią Sliwnica i Bułgarzy przeszli do kontrofensywy na Pirot i Nisz. Interwencja Austro-Węgier uratowała Serbię od niechybnej klęski. 3 marca 1886 roku podpisano układ pokojowy serbsko-bułgarski przywracający stan sprzed wojny. W rezultacie zwycięskiej wojny Bułgaria zajęła mocną pozycję wobec Imperium Osmańskiego i mocarstw, co doprowadziło 20 lat później w 1908 roku do powstania Carstwa Bułgarii.

## Galeria

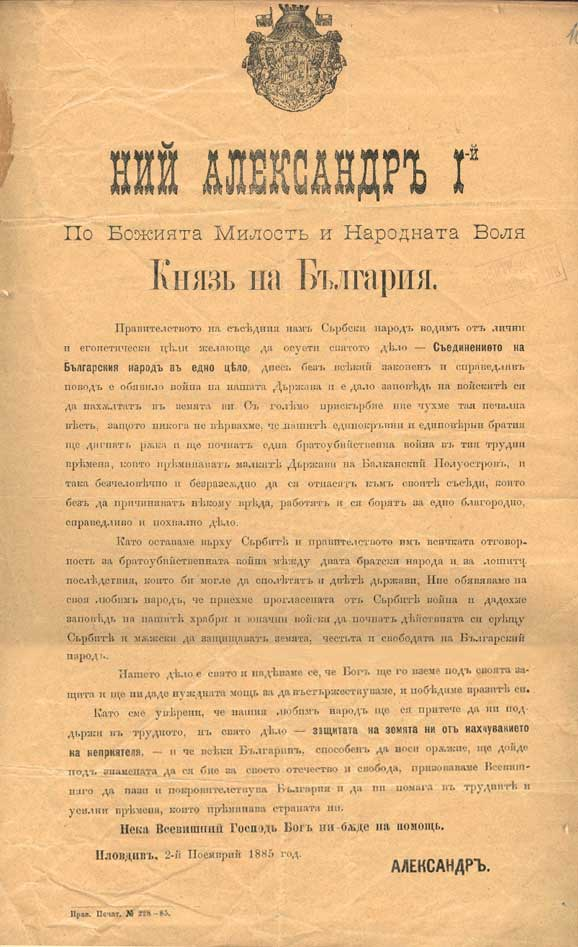
Deklaracja wojny ogłoszona przez kniazia Aleksandra
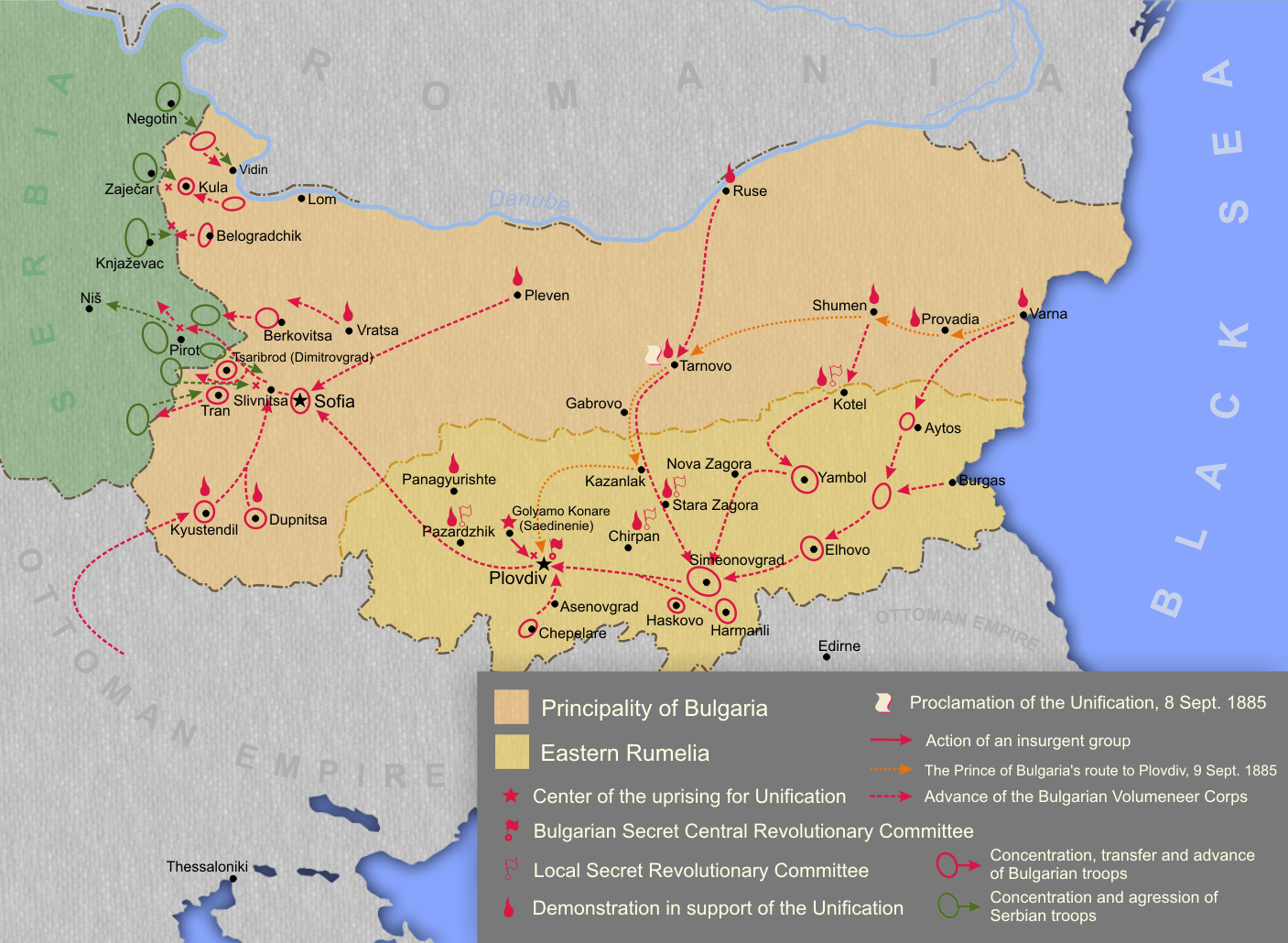
Unifikacja Bułgarii i wojna serbsko-bułgarska